# 阮仲永
阮仲永（1916年10月18日—2019年12月26日），越南人民军少将，外交官，前驻华大使（1974年－1987年）。

## 生平
1916年生于清化省永祿縣的一个贫穷家庭。1937年参加越南共产党。1946年，结婚。1958年，任越南人民军第4军区政治委员。1959年晋升少将。1960年至1976年，越共中央候补委员。1961年，任越共中央组织部副部长。1961年至1964年，任越共清化省委书记。1974年至1987年，出任越南驻华大使。1990年，退休。1990年至1997年，越南退伍军人协会副主席。2019年12月16日，在河内去世。